# 格林里弗 (伊利諾伊州)
格林里弗（英語：Green River）是位於美國伊利諾伊州亨利縣的一個非建制地區。該地的面積和人口皆未知。

## 地理
格林里弗的座標為41°28′32″N 90°19′09″W / 41.47556°N 90.31917°W，而該地的平均海拔高度為181米（即594英尺）。